# Erpornis

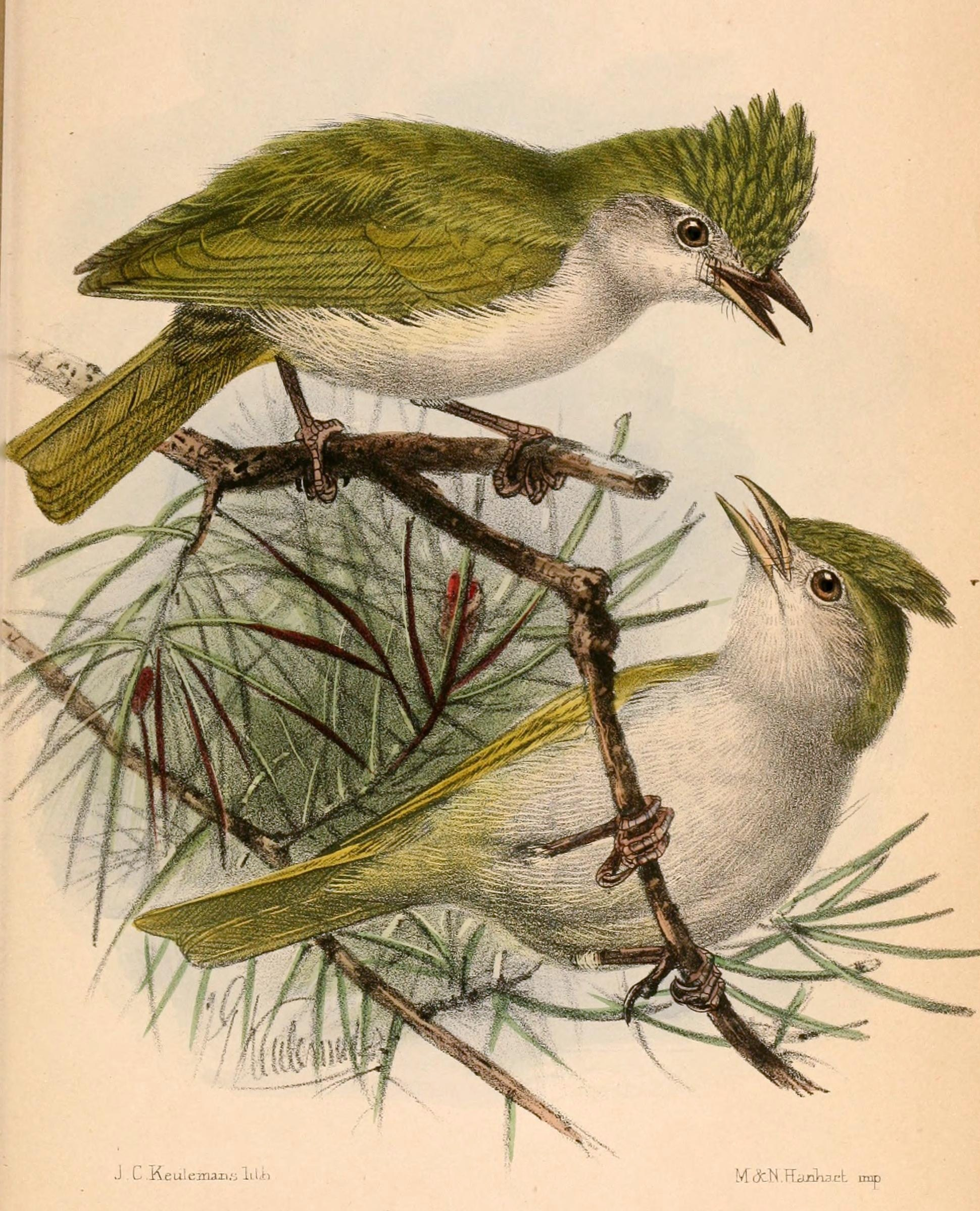
Erpornis zantholeuca tyrannulus, il·lustració de Keulemans, 1870

L'erpornis ventriblanca (Erpornis zantholeuca) és una espècie d'au passeriforme pertanyent (provisòriament) a la família Vireonidae. És l'única en el gènere monotípic Erpornis. Durant molt de temps la col·locaren en la família Timaliidae, fins que es va descobrir que no tenia cap relació amb aquesta família, i que estava més propera als vireònids del nou món. És nadiua del sud-est d'Àsia.

## Distribució i hàbitat
Es distribueix per Nepal, Bhutan, nord-est de l'Índia, est de Bangladesh, sud i sud-est de la Xina, Myanmar,
Laos, Cambodja, Vietnam, Tailàndia, Taiwan, Brunei, Indonèsia i Malàisia.
El seu hàbitat preferencial és la selva humida montana tropical i subtropical.

## Sistemàtica

### Descripció original
L'espècie I. zantholeuca i el gènere Erpornis foren descrits per primera vegada pel zoòleg britànic Edward Blyth el 1844 amb el mateix nom científic; localitat tipus: «Nepal».

### Taxonomia
Aquesta espècie fou tradicionalment situada en la família Timaliidae, en el gènere Yuhina, i també en Stachyris, fins que el 2002, les dades geneticomoleculars de Cibois et al., 2002, confirmaren l'antiga sospita que no hi ha relació amb cap d'aquests gèneres; més enllà, estudis recents de Barker et al., 2004, Reddy & Cracraft, 2007 i Reddy, 2008, confirmen que aquesta espècie és propera als vireònids del nou món; les principals classificacions la situen actualment en aquesta família.

### Subespècies
Segons la classificació del Congrés Ornitològic Internacional (IOC, versió 6.2, 2016) i Clements Checklist v.2015, se'n reconeixen 8 subespècies, amb la corresponent distribució geogràfica. La variació geogràfica és trivial, i algunes subespècies poden no trobar suport; com, griseiloris, sinonimitzada amb tyrannulus, i sordida i interposita amb la nominal.
- Erpornis zantholeuca zantholeuca Blyth, 1844: a l'orient de l'Himàlaia fins al nord de Birmània, sud de la Xina (Yunnan) i oest de Tailàndia.
- Erpornis zantholeuca tyrannulus Swinhoe, 1870: nord-est de Tailàndia fins al sud de la Xina (sud-est de Yunnan), nord de la Indoxina i Hainan.
- Erpornis zantholeuca griseiloris Stresemann 1923: sud-est de la Xina (Fujian, Guangdong, oest de Guangxi, sud-est de Yunnan); Taiwan.
- Erpornis zantholeuca sordida Robinson i Kloss & Robinson i Kloss, 1919: altiplà de l'extrem est de Tailàndia fins al sud de la Indoxina.
- Erpornis zantholeuca canescens Delacour i Jabouille & Delacour i Jabouille, 1928: del sud-est de Tailàndia a l'oest de Cambodja.
- Erpornis zantholeuca interposita Hartert, 1917: península de Malaca (des del districte Mergui i istme de Kra fins a Johor).
- Erpornis zantholeuca saani Chasen, 1939: nord-oest de Sumatra.
- Erpornis zantholeuca brunnescens Sharpe, 1876: Borneo.